# Bajo acústico
El bajo acústico, conocido también como guitarra bajo acústica, ABG (del inglés acoustic bass guitar) o bajo electro-acústico, es un instrumento de cuerpo hueco, generalmente de madera, similar a la guitarra acústica o española, pero de dimensiones ligeramente mayores. Al igual que el bajo eléctrico y el contrabajo, el bajo acústico cuenta normalmente con cuatro cuerdas, afinadas mi-la-re-sol.
Puesto que puede resultar difícil oír un ABG sin amplificar, la mayoría de estos bajos cuentan con pastillas magnéticas o piezoeléctricas que posibilitan la proyección del sonido del instrumento a través de un amplificador. En la música tradicional de México encontramos diversas variedades de este tipo de instrumentos, como la leona, de cuatro cuerdas; el bajo sexto, con seis pares de cuerdas; o el guitarrón, una enorme guitarra baja de seis cuerdas usado en las bandas de mariachis.

## Historia

### El Earthwood Bass deErnie Ball
El bajo acústico tal y como lo conocemos hoy tiene una historia muy reciente. El primer ABG moderno de la historia fue diseñado a principios de los años 70 por Ernie Ball, la persona que acabaría comprando la segunda firma de Leo Fender, Music Man para añadirle su nombre. La intención de Ball, cuya firma se dedicaba por aquel entonces a la fabricación de cuerdas y accesorios para guitarra, no era otra que la de proveer a los bajistas de la época un instrumento acústico más cercano a la guitarra acústica que al bajo eléctrico. El propio Ball afirmaba que:
"...si el bajo eléctrico se había diseñado para figurar junto a la guitarra eléctrica, entonces alguien debía construir un bajo acústico para hacerle compañía a la guitarra acústica".
Del mismo modo sostenía que:
"...el instrumento más cercano al bajo acústico era el guitarrón de los grupos de mariachis mexicanos, de modo que compré uno en Tijuana y lo "apañé"."
Ball contó con la imprescindible colaboración de George Fullerton, uno de los más antiguos colaboradores de Leo Fender, quien se hizo cargo de la construcción del prototipo. Finalmente, en 1972, Ball presentó su Earthwood Acoustic Bass Guitar, que mantuvo en producción hasta 1985, con importantes interrupciones. Para la construcción del instrumento se empleaba madera de arce en el mástil y nogal en el cuerpo, pero el instrumento no había sido diseñado para ser amplificado y, consecuentemente, disponía de un cuerpo de dimensiones enormes, lo que dificultaba en gran medida su manejo. A pesar del apoyo que músicos notables como John Entwistle, de The Who habían prestado para la comercialización del producto, las ventas del Earthwood no alcanzaron jamás las cotas esperadas por sus fabricantes, y su aceptación por parte de músicos profesionales y aficionados fue muy limitada. Sin embargo, este instrumento sentó un importante precedente del que tomaron buena nota algunas compañías competidoras que tras la desaparición del Earthwood bass se apresuraron a introducir en el mercado nuevos modelos que, basados en las características básicas de aquel, mejoraban ostensiblemente sus prestaciones. Pero no fue precisamente su moderado éxito el desencadenante de estas nuevas propuestas; el Earthwood bass fue un instrumento adelantado a su tiempo, que había sido lanzado cuando el mercado no se encontraba preparado aún para recibirlo, y hubo que esperar que los gustos del público cambiaran para que el bajo acústico encontrase su lugar.

### La eraunplugged
A finales de la década de los años 1980 la cadena norteamericana MTV inició una serie de conciertos acústicos llamada Unplugged, el primero de los cuales, protagonizado por Squeeze y Elliot Easton de The Cars, fue emitido en noviembre de 1989. La idea subyacente no era otra que la de mostrar el lado acústico de bandas de rock que generalmente eran asociadas con un sonido más potente y amplificado. La campaña de marketing desarrollada por la cadena se mostró sumamente eficaz, y la serie cosechó un notable éxito entre los fanes que acogieron con entusiasmo el cambio de look sobre el escenario que experimentaban sus ídolos y la reelaboración (en ocasiones mínima) a la que eran sometidas sus temas de mayor éxito.
El relanzamiento de lo acústico que esta nueva moda trajo consigo significó un notable aumento de la demanda de instrumentos acústicos, una tendencia que, desde entonces no ha disminuido perceptiblemente. Sin embargo el Eartwood de Ernie Ball y otros modelos primitivos habían llegado demasiado temprano a la fiesta y ya se encontraban fuera de circulación. Kramer había introducido en 1986 su modelo Kramer Ferinngton, el primer bajo acústico de dimensiones reducidas y pastillas piezoeléctricas de la historia, y fue la primera gran beneficiaria de esta nueva tendencia, pues, más allá de la calidad o la originalidad de su instrumento, lo había presentado en el lugar y en el momento adecuados. Otras compañías como Washburn se sumaron oportunamente a la idea ofreciendo modelos cada vez más complejos y sofisticados. Importantes y numerosos grupos de rock como Fleetwood Mac, Aerosmith o The Cure mostraban incesatemente bajos acústicos en sus vídeos y conciertos en parte porque presentaban un aspecto poco común, y este hecho no hizo más que contribuir decisivamente a la progresiva e imparable aceptación que estos instrumentos obtuvieron entre la comunidad de músicos y aficionados.
Hoy, pasada ya la fiebre Unplugged auspiciada por las grandes corporcaciones norteamericanas, el bajo acústico es un instrumento perfectamente establecido que continúa siendo usado por músicos profesionales de todos los estilos. Por encima de pasajeras modas juveniles, el instrumento ha demostrado que cuenta con suficiente personalidad, carácter y méritos propios como para merecer un capítulo independiente en la música moderna en general y del bajo eléctrico en particular.

## Características técnicas

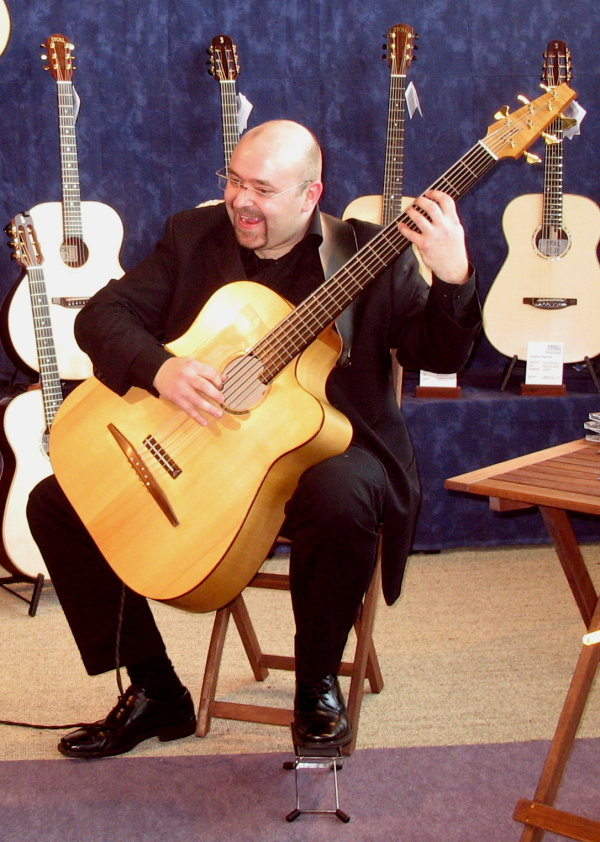
Bajo acústico Stoll de 6 cuerdas.

El bajo acústico es un instrumento híbrido que toma la técnica de construcción y la apariencia general de la guitarra acústica, que pretende reproducir el sonido aproximado del contrabajo y para cuya ejecución se recurre a la técnica estándar del bajo eléctrico. La mayoría de los ABGs cuentan con trastes dispuestos a lo largo del diapasón, pero hoy no resulta raro en absoluto encontrar instrumentos fretless o incluso -más raramente- semifretless. Al cuerpo hueco que hace las funciones de caja de resonancia propio de la guitarra acústica, el bajo acústico añade otras característicass propias del bajo eléctrico y del contrabajo, y así, por ejemplo, encontramos que la mayoría de los ABGs cuentan con cuatro cuerdas afinadas normalmente Mi-La-Re-Sol, es decir, como las cuatro cuerdas más graves de la guitarra. Como en el caso del bajo eléctrico, es posible encontrar  bajos acústicos de cinco cuerdas, si bien se trata de instrumentos mucho menos comunes, puesto que las reducidas dimensiones del cuerpo de los ABGs dificultan una adecuada proyección y volumen de la cuerda Si grave. Una solución a esta limitación técnica consiste en dotar a los instrumentos de una cuerda extra aguda (Mi-La-Re-Sol-Do); la otra, equiparlos de algún sistema de amplificación: La inmensa mayoría de los bajos acústicos presentes en el mercado cuentan con pastillas piezoeléctricas, magnéticas o incluso de ambos tipos, que permiten amplificar el sonido generado por el instrumento que ayudan a reproducir aceptablemente las notas más graves del diapasón. 
La línea de demarcación entre los ABGs puros y otras variedades de bajos eléctricos resulta a veces difícil de trazar. Los modelos de cuerpo hueco (hollow-body en inglés), a veces llamados bajos semiacústicos' (como el famoso Violin bass de Höfner popularizado por Paul McCartney, el ya extinto Coronado Bass de Fender o algunos modelos de Gibson) presentan características externas similares, pero ofrecen un sonido absolutamente diferente lo que los hace merecedores de una categoría independiente. Ciertos modelos  contrabajo eléctrico cuentan con una caja de resonancia de dimensiones reducidas y presentan las características de los ABG, pero emulan el perfil de un contrabajo y requieren una técnica similar. Por último, existen modelos de ABGs sin caja de resonancia y difícil categorización, como el A4 Acoustibass de la firma canadiense Godin.
Para la construcción de este tipo de instrumentos se recurre generalmente a las mismas maderas empleadas en la construcción de guitarras acústicas o españolas. La fuerte tensión que deben soportar exige que estas maderas posean gran sonoridad y resistencia. Las más frecuentemente utilizadas son la caoba, el nogal, el abeto o el cedro para el cuerpo, el arce para el mástil y el palorrosa para el diapasón, pero cada vez resulta más usual encontrar instrumentos construidos con maderas exóticas o, incluso, íntegramente de grafito
Algunos bajos acústicos tienen un parecido notable con el violonchelo en cuanto a forma y tamaño, pero a diferencia de aquel se toca pulsando las cuerdas con los dedos en lugar de frotarlas con arco y además se toca de pie apoyándolo en el suelo como el contrabajo (este último es de mayor tamaño). Uno de los ejecutantes de dicho instrumento con estas características es el músico venezolano Oscar D'León.